# Цзинху
Цзинху (кит. 京胡, пиньинь Jīnghú) — традиционный китайский струнный музыкальный инструмент, использующийся как аккомпанемент в пекинской опере. Также иногда используется название — Пекинская скрипка.

## История
Предположительно цзинху появился в то же время, что и пекинская опера — в 1785 году, при императоре Цяньлуне. Создан на основе хуциня, как и многие родственные ему музыкальные инструменты, включая эрху.

## Описание
Внешне похож на эрху, хотя существенно меньше; цзинху — самый маленький и обладающий самым высоким звуком из семейства инструментов на базе хуциня. Диаметр обтянутой спереди змеиной кожей и открытой сзади деки составляет около 5 сантиметров, корпус выполнен из бамбука. Общая длина инструмента составляет около 50 сантиметров.
В верхней части шейки расположено два колка. Две струны традиционно делались из шёлка, а в настоящее время обычно — из стали или нейлона. Для смычка используется конский волос.
Большинство цзинху имеют диапазон в две октавы. Бывают двух типов: эрхуан (тональность D или E) и сипи (тональность E или G).
В оркестре пекинской оперы является основным струнным инструментом, подыгрывает ему эрху.

## Произведения для цзинху

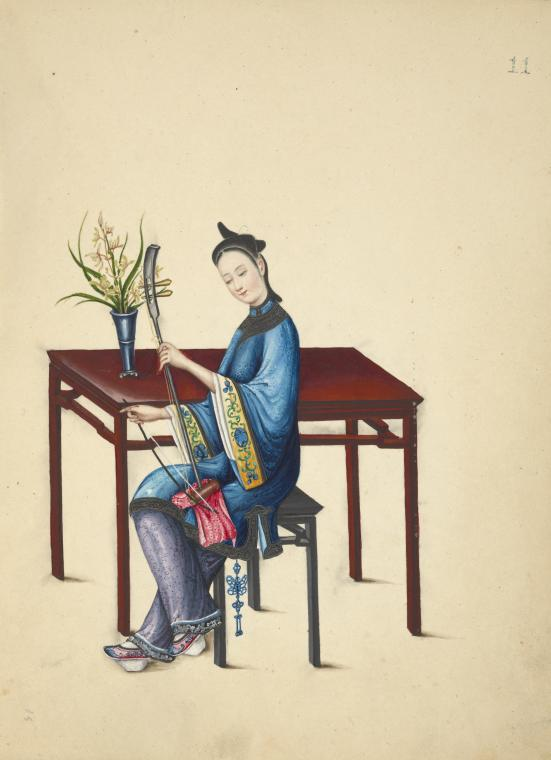
Девушка играет на цзинху (акварель, Китай, начало XIX века)

Сольных произведений для цзинху почти нет, инструмент используется, в основном, как аккомпанемент.
Известны такие произведения для цзинху, как:
- «Маленькая открытая дверь» (кит. 小開門),
- «В глубинах ночи» (кит. 夜深沉).